# Utz Podzeit

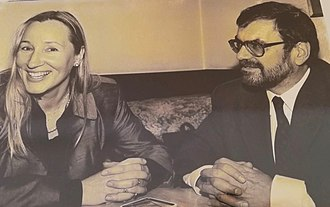
Utz Podzeit mit Mechthild Podzeit (1997)

Utz Podzeit (* 25. Jänner 1942 in Salzburg; † 9. Mai 2022 in Wien) war ein österreichischer Indologe und Universitätsdozent für Indologie am Institut für Südasien-, Tibet- und Buddhismuskunde (vormals Indologie) der Universität Wien.

## Leben
Utz Podzeit wurde als Sohn des Werbegraphikers Theodor Paul und Hilde Podzeit, geb. Kurz-Thurn-Goldenstein, geboren. Die Matura erfolgte 1961 am Akademischen Gymnasium Salzburg. Nach einem Musikstudium am Mozarteum, das er im Hauptfach Oboe abschloss, wechselte er 1965 zu einem Studium der Indologie (Sanskrit, Tamil, Hindi) sowie Theaterwissenschaft, Musikwissenschaft und Philosophie als Nebenfächer an die Universität Wien. Dort war er nach seinem Studium wissenschaftlicher Mitarbeiter und Lehrbeauftragter des Institutes für Indologie unter Gerhard Oberhammer. Lehraufträge für Sanskrit hatte Podzeit seit 1969 inne, 1972 wurde er mit der Arbeit Die Einleitung der Kṛṣṇa-Legende in literar- und ideengeschichtlicher Sicht zum Dr. phil. promoviert. Von 1972 bis 1974 folgte ein Forschungsaufenthalt an der University of Madras (Government of India Scholarship).
Ab 1984 war Podzeit in der Fachbibliothek für Indologie der Universität tätig und wurde nach einer Ausbildung zum Bibliothekar vollständig mit deren Verwaltung betraut. 1997 erhielt er die Venia Legendi zum Universitätsdozenten. Seine Forschungsgebiete waren Indische Religionsgeschichte, Indische Literatur (kavya), Handschriftenkunde und Wissenschaftsgeschichte. Der Standortwechsel des Institutes mit der Gesamtfachbibliothek vom Neuen Institutsgebäude der Universität Wien (NIG) auf das Campusareal des ehemaligen Allgemeinen Krankenhauses (nunmehr Universität Wien) erforderte eine Neuaufstellung/Archivierung, Verschlagwortung, Inventarisierung und Digitalisierung des gesamten Bestandes der Indologischen Fachbibliothek. Podzeit war als Leiter an der Digitalisierung des Bestandes der Fachbibliothek und in der Forschung im Rahmen der Sammlung de Nobili (SDN) tätig.
Podzeit wurde der Titel „Oberrat“ verliehen.

## Interreligiöser Dialog
Anfang der 1980er Jahre konvertierte Podzeit zur katholischen Kirche und ließ sich von Kardinal Groër in St. Augustin firmen. Über Paul Weß, die Auseinandersetzung mit dem Befreiungstheologen Leonardo Boff, entschied er sich für die Wiener Augustinerkirche, an der er im Rahmen als Pfarrgemeinderat in Gremien mit den Patres des Konventes in Dialog trat. Sein Engagement galt besonders der Ökumene. Des Weiteren stand Podzeit im interreligiösen Dialog mit dem Judentum, z. B. auch aktiv im Mauthausen Komitee Österreich.

## Privates
Podzeit war seit 1976 mit der Schriftstellerin Mechthild Podzeit-Lütjen verheiratet; der Ehe entstammen drei Kinder. Sein Bruder war der promovierte Archäologe Wulf Podzeit (1940–2009).

## Publikationen (Auswahl)
- The connection between Kamsa and Kalanemi. In: Kumarapuram Kunjunni Raja: Silver Jubilee Volume. Annals of Oriental Research University of Madras. University of Madras,  1975.[9]
- Duisternis uit het oosten. Goeroes, sekten en valse hoop als voorlopers van de antichrist. Mit einem Vorwort von W. J. Ouweneel, Übersetzt ins Niederländische von R. C.Vink. Medema, Vaassen 1982, ISBN 90-6353-123-0.
- Seelenwanderung oder Wiedergeburt? Schwengeler, Berneck, 1984. ISBN 3-85666-123-9.
- Die indischen Handschriften an der Universitätsbibliothek Wien. Zusammengestellt und mit Indizes u. Appendizes versehen.1988.
- Indian manuskripts in Vienna. In: Philosophy, Grammar and Indology. Essays in Honour of Professor Gustav Roth. (Hrsg.: H.S.Prasad), 1992, ISBN 81-7030-362-1.
- A philological reconstruction of the oldest Krsna-epic. In: Wiener Zeitschrift für die Kunde Südasiens 36, 1992.
- Begegnung im „sich-öffnend-dasein-für“. Die Sammlung De Nobili als Ort des Dialogischen Gesprächs. In: Hermeneutics of encounter. Hrsg.: Francis X.  D'Sa, Roque Mesquita. Gerold Verlag, Wien 1994, ISBN 3-900271-25-9.
- Devaki, die Mutter des Krsna. In: Wiener Zeitschrift für die Kunde Südasiens 39, 1995.
- Bemerkungen zum „Sinn“ des Namens Vasudeva (Orbis Indicus). In: Wiener Zeitschrift für die Kunde Südasiens und Archiv für indische Philosophie. Verlag der Österreichischen Akademie der Wissenschaften, Vol. 38, 1994, S. 191–200.
- Die Wandlungen Krsnas zum höchsten Gott. Philologische Studie zur Kṛṣṇa-Gopāla-Legende. Peter Lang, 1997. ISBN 3-631-30717-9.
- mit Gerhard Oberhammer, Karin Preisendanz: Publications of the De Nobili Research Library. Sammlung de Nobili (SDN), ab 2002.
- als Hrsg.: Gerhard Oberhammer: Ausgewählte Kleine Schriften. Gerold Verlag, Wien 2007. ISBN 978-3-900271-39-8.
- Die Freude an der Tora als Weisung des Weges zum Vater. Auslegungen der Rabbinen und des Aurelius Augustinus zu Psalm 1. Peter Lang, 2009. ISBN 978-3-631-59067-6.
- „Pfuy, schämt euch, ihr Juden!“ Der Prediger Abraham a Sancta Clara und die Juden. In: Dialog-Du Siach, christlich-jüdische Informationen 81, 2010.